# Högholmen (vid Tolkis, Borgå)
För andra betydelser, se Högholmen (olika betydelser).
Högholmen är en ö i Finland. Den ligger i Finska viken och i kommunen Borgå i den ekonomiska regionen  Borgå i landskapet Nyland, i den södra delen av landet. Ön ligger omkring 40 kilometer öster om Helsingfors.
Öns area är 5,2 hektar och dess största längd är 420 meter i nord-sydlig riktning. Ön höjer sig omkring 35 meter över havsytan. I omgivningarna runt Högholmen växer i huvudsak blandskog.